# Роздилна
Роздилна (на украински: Роздільна) е град в Южна Украйна, Роздилнянски район на Одеска област.
Основан е през 1863 година. Населението му е около 17 858 души.